# 루마니아와 몰도바의 통일
루마니아와 몰도바의 통일(~統一, 루마니아어: Unirea Republicii Moldova cu România)은 1980년대 후반 공산주의 몰락으로 루마니아와 몰도바에서 큰 관심을 받게 된 국가 통합 개념이다. 1989년 루마니아 혁명과 1991년 몰도바 독립은 루마니아어를 사용하는 두 국가의 통일 운동 발전에 더욱 기여했다. 통일 문제는 두 나라의 공론장에서 자주 짐작, 목표, 위험으로 되풀이되고 있다. 루마니아 여론 대다수는 통일을 지지하지만, 몰도바 여론 대다수는 계속 통일을 반대하고 있다. 그러나 최근 몇년 사이에 몰도바의 통일을 향한 지지도가 크게 높아져 "다음주 일요일에 몰도바 공화국과 루마니아의 통일에 관한 국민투표가 실시된다면 당신은 통일에 찬성하거나 반대하겠습니까?"라는 설문 조사에서 2015년부터 2021년까지 통일 지지율이 대략 20%에서 40% 이상으로 증가했다. 루마니아와 통일을 향한 지지는 몰도바의 나머지 지역보다 트란스니스트리아와 가가우지아에서 훨씬 낮다.

## 개요
1918년 제1차 세계 대전이 끝나고, 루마니아 왕국은 오늘날의 몰도바(단 트란스니스트리아(드네스트르강 동쪽 지역) 제외)를 포함한 베사라비아 지방을 영유하게 되었으나 제2차 세계 대전의 결과 소비에트 연방에 베사라비아 지역을 할양하였다. 1980년대말 1989년 루마니아 혁명과 소비에트 연방의 글라스노스트 이후부터 본격적으로 제기되었다. 방법론으로는 트란스니스트리아를 포함한 통일안과 트란스니스트리아의 분리를 인정한 통일안이 있다.
한편 몰도바 남부에 위치한 자치 공화국인 가가우지아는 2014년 2월에 실시된 자체 주민 투표에서 전체 선거권자의 98.9%가 몰도바가 독립을 포기할 경우 독립을 선언하는 데 찬성하였다.

## 같이 보기
- 몰도바-루마니아 관계
- 몰도바의 민족, 언어 정체성을 향한 논쟁
- 독일의 통일
- 남북통일
- 통일 아일랜드
- 대루마니아
- 대몰도바
- 루마니아와 베사라비아 연합
- 2024년 몰도바 유럽 연합 가입 국민투표